# Afsnit af Alletiders Jul
Alletiders Jul er en dansk julekalender fra 1994, som er skabt og instrueret af Martin Miehe-Renard. Julekalenderen blev vist for første gang på TV 2 i 1994 og løb i 24 afsnit fra 1. december til og med 24. december og er siden blevet genudsendt på samme kanal i 2004, 2016, 2020 og 2023. Julekalenderen blev siden efterfulgt af julekalenderne Alletiders Nisse (1995), Alletiders Julemand (1997) og Pyrus i Alletiders Eventyr (2000).
| Afsnit | Navn                | Resume | Sange der indgår i afsnittet                     | Længde  |
| ------ | ------------------- | --- | ------------------------------------------------ | ------- |
| 1      | "En hjælpende hånd" | I København ligger Danmarks Rigsarkiv, der huser bøger, dokumenter, skrifter og andet litteratur, der omhandler Danmark og Danmarks historie fra stenalderen og frem til nutiden. Rigsarkivar Birger Bertramsen (Jesper Klein) arbejder og bor i Rigsarkivet, hvor han tager sig af alle anliggender og forespørgsler om danmarkshistorien. Men man kan ikke fortælle danmarkshistorien uden også at fortælle om nisser, som altid har levet side om side med menneskene, men i skjul. Nissen Guttenborg (Paul Hüttel) bor i en lille skjult kasse, Nissebo, i arkivet, hvor han uden Bertramsens vidende hjælper med at få nedskrevet nyt og holdt orden på Danmarks historie set fra nissernes perspektiv. Bertramsen og Guttenborg arbejder ofte på samme sag i flot harmoni, hvor de begge går op i orden og at historien fortælles korrekt. Guttenborg kan med sin tryllebog fremtrylle hvad og hvem som helst fra en bog, og for at få lidt selskab fremtryller han Kong Frederik 7. (Max Hansen Jr.), som han kan spille et parti skak med. Guttenborg forklarer at mens kongen ikke er i sin bog, vil tiden stå stille derinde, men at kongen ikke kan være væk i mere end ét døgn for ellers begynder kongens plads i historien at falme. Det vil gælde for alle som kommer inde fra bøgerne. Netop som de skal til at begynde bliver de afbrudt af dørklokken til Rigsarkivet, hvor Bertramsen bliver mødt af en ung dame, Frøken Josefine Brahe (Jeanne Boel). Frk Brahe har et brev med fra ministeriet som pålægger Bertramsen at ansætte en sekretær, som kan assistere ham til hurtigere ekspedition og hjælp på Rigsarkivet. Tilbage i Nissebo vil Guttenberg trylle Frederik 7. tilbage igen, men pludselig står en ungnisse ved navn Pyrus (Jan Linnebjerg) i Nisseboet i stedet. Han vil finde sig et erhverv og tænkte at Rigsarkivet ville være oplagt, da han troede det var RIS-arkivet og han elsker risengrød. Han fortæller at han vil blive boende hos Guttenborg, så han kan blive oplært.                                   | "Kartoteket"                                     | 25 min  |
| 2      | "Cool Jul"          | Bertramsen, der sover i sit skab i Rigsarkivet, bliver næste morgen meget tidligt vækket af frk. Brahe, så han skynder sig at pakke sin seng væk. Frk. Brahe begynder at pynte op til jul. Bertramsen ønsker intet pynt i sin afdeling af arkivet. Guttenborg vækkes også tidligt af Pyrus, der har pyntet i Nissebo. Guttenborg bliver dog meget frustreret, da han opdager at Pyrus har lavet julepynt ud fra pergamenterne, der omhandler, hvordan Dannebrog faldt ned fra himlen i 1219. Bertramsen viser frk. Brahe rundt i arkivet, mens Guttenborg gør det samme med Pyrus. Guttenborg fortæller Pyrus, hvor vigtigt det er at nisserne ikke må blive set af menneskene, men Pyrus bliver alligevel set af Bertramsen, som bliver meget forvirret. Bertramsen fortæller om det til frk. Brahe, som bliver meget glad, da hun tror på nisser. Guttenborg forsøger at få Pyrus til at forstå det spændende ved historien og Rigsarkivet og han vil derfor forsøge at trylle Valdemar Atterdag frem fra bøgerne med hjælp af sin tryllebog. Pyrus bliver så ivrig at han afbryder Guttenborg og i stedet for kongen, får Pyrus fremtryllet kongens jagthund. Bertramsen og frk. Brahe hører hunden gø, men kan intet finde og Bertramsen sætter en musefælde frem i håb om at fange det ukendte, men får i stedet fanget en pergamentrulle, som Pyrus skulle sætte på plads i arkivet. | "Cool Jul" "Kartoteket"                          | 23 min. |
| 3      | "Tung lekture"      | Pyrus øver sig i en af Guttenborgs trylleformularer, og for at distrahere Pyrus og lære ham lidt om Rigsarkivet, sender Guttenborg ham i arkivet for at finde bogen Julen i Danmark hurtigst muligt. frk. Brahe har taget wienerbrød og frisklavet kaffe med til Bertramsen, som først protesterer, men kort efter takker ja. Bertramsen vil teste frk. Brahes evner og sender hende ligeledes i Rigsarkivet efter dokumenter om Jydske Lov. I hendes søgen kommer hun til at skubbe bogen, som Pyrus leder efter på gulvet. Pyrus slæber nu den store tunge bog ind i Nissebo, hvor Guttenborg fortæller ham at han jo bare kunne have tryllet den lille, men Pyrus kendte ikke trylleformularen. Bertramsen modtager brev fra Kongehuset, som ønsker at Rigsarkivet udarbejder en rapport, som indeholder en fortegnelse over juletraditioner, som de har udviklet sig op gennem tiden. Mens Guttenborg går i arkivet efter mere blæk, begynder Pyrus at klippe julepynt og rydde op. Han ser bogen Julen i Danmark ligge på gulvet og bliver fristet til at trylle den lille, så han lettere kan bære den tilbage til arkivet. Han finder Guttenborgs tryllebog og forsøger at fremsige en trylleformular. Til Pyrus' overraskelse bliver bogen tryllet lille, men han opdager nu at alle bogstaverne falder ud af bogen. Han forsøger igen med endnu en formular, men pludselig buldrer og brager det og alt vælter omkuld i Nissebo. Guttenborg kommer tilbage til Nissebo og finder alt væltet omkring. Guttenborg bliver forfærdet, og skælder Pyrus ud, og netop som de tror at det ikke kan blive værre, dukker en ukendt pige (Karen Gardelli) frem fra rodet i Nisseboet. Hun ved ikke, hvem hun er eller hvor hun kommer fra, og kan intet huske. Bertramsen og frk. Brahe begynder at finde bøger og materiale frem til jule-rapporten, men opdager nu at alle bøger og papirer er helt tomme for bogstaver. | "Læs og Lær" "Jul i Gamle Dage"                  | 22 min. |
| 4      | "Freja"             | Guttenborg og Pyrus forsøger at få den ukendte pige til at huske bare lidt om, hvem hun er eller hvilken bog hun kommer fra. Pyrus tilbyder at pigen kan blive så længe hun vil, men Guttenborg minder ham om at hun ikke kan blive for længe, før hun vil begynde at falme. De finder på et navn til hende fra nordisk mytologi, Freja. Bertramsen og frk. Brahe er faldet i søvn over bøgerne, og vågner op til at alt om julen tilsyneladende er forsvundet fra bøgerne. Frk. Brahe går efter morgenbrød, men vender forfærdet tilbage og fortæller at alt julepynt udenfor i byen er væk, som om at julen sig selv er forsvundet fra verden. Guttenborg fortæller den forfærdelig nyhed videre til Pyrus og Freja, og Guttenborg og Pyrus prøver at forklare Freja, hvad jul er. Både Bertramsen, frk. Brahe, Guttenborg og Pyrus indser at de må forsøge at "genopdage" julen og få den skrevet ind på plads i historien, så Freja kan komme tilbage til sin retmæssige plads og Bertramsen kan aflevere julerapporten til Kongehuset. Nisserne og Freja starter fra begyndelsen og rejser helt tilbage til stenalderen, hvor de ender inde i en stenaldergrav. Her bliver de mødt af en stenaldermand, som tror nisserne er guder. Guttenborg tryller dem videre til Trundholm Mose i bronzealderen, hvor de ser Solvognen blive ofret til guderne. Pyrus kommer til at afsløre dem, og de bliver fanget, og skal til at ofres, men fordi siden ender, bliver nisserne og Freja automatisk sendt tilbage til nutiden. Guttenborg fortæller at man i bronzealderen fejrede solen som gud, og holdt lange solfester, ligesom julen. | "Julen Er Noget Som" "Jul i Gamle Dage"          | 23 min. |
| 5      | “Mjød”              | Guttenborg og Pyrus holder øje med om Freja falmer, og da hun opdager det, beslutter de sig for at fortælle hende sandheden. Eftersom de ikke ved, hvilken bog Freja tilhører, så kan de ikke trylle hende hjem igen. Freja burde begynde at falme, men Guttenborg er forundret over at selvom Freja har været væk fra sin bog i mere end et døgn, så er hun ikke begyndt at falme endnu. Bertramsen og frk. Brahe henter en stor og tung runesten ind i kontoret og snakker om solfester eller blót var begyndelsen på julen. Både Bertramsen og frk. Brahe indser at de selv er ved at glemme julen og at alt julepynten i kontoret er forsvundet. I forsøgt på at undgå at glemme ordet “jul” skriver de ordet på et papir, men bogstaverne falder af papiret. Nisserne og Freja rejser til vikingetiden i år 900, hvor de finder en flok vikinger sovende ved bordet efter de har festet og drukket for meget mjød. Guttenborg kender en remse, som får alle vikingerne til at vågne op og styrte udenfor. Tilbage ved bordet sidder den norske konge, kendt som Harald Hårfager (Aage Haugland), da han ikke vil klippe sit hår før Norge er frit. Nisserne troede danerne og nordmændene var fjender, men Kong Harald fortæller at han blev inviteret til at komme og drikke “jul” med danerne. Han fortæller at når det er for koldt til at slås så fester de i stedet og de ofrer til guderne og vætterne, som var det gamle ord for “nisser”. Pyrus bliver misundelig, da han hører at vikingerne stillede frugt, mad og grød frem til nisserne. Frk. Brahe stiller en skål risengrød frem til nisserne, da hun og Bertramsen har indset at de må følge alle de gamle danske traditioner for at holde julen i live. Nisserne og Freja sidder med den norske konge og drikker mjød, som er meget stærk. Kong Harald bliver vred, da han hører Frejas navn, da han tror det er til spot, og han udfordrer til Pyrus til tvekamp. Pyrus vinder ikke, men bliver venner med Kong Harald igen, og de fortsætter med at drikke mjød.                  | “Hvem er Jeg” “Jul i Gamle Dage”                 | 25 min. |
| 6      | “Asgård”            | Pyrus vågner op med ondt i hovedet efter at have drukket for meget mjød, men bliver frisk efter en skål risengrød. Bertramsen og frk. Brahe har efter gårsdagens genopfindelse af ordet “jul” ikke svært ved at huske på ordet “jul”. Freja oplever pludselig et lille glimt af hukommelse ved ordet “jul” og Guttenborg tror at Freja måske er en gudinde, og foreslår at de besøger andre juleguder, såsom Odin, Njord og Frej. Guttenborg sender Pyrus og Freja ud efter de islandske sagaer. Pyrus opdager den skål med risengrød frk. Brahe har efterladt i arkivet, men kommer for sent til at spise af den, da frk. Brahe skuffet smider den ud i papirkurven i arkivet. Pyrus dukker ned efter risengrøden i papirkurven, og er tæt på at blive opdaget af frk. Brahe, der kommer tilbage for at samle papirer op. Nisserne og Freja rejser ind en myte og ender i Midgård, hvor de ser regnbuen Bifrost, som de forsigtigt krydser. De ser Livets træ, Yggdrasil. På vejen over regnbuen bliver de stoppet af Hejmdal (Thorkil Lodahl), som får regnbuen til at forsvinde og de falder ned på jorden, og de lander foran gudinden for krig og kærlighed, Freja (Susse Wold). Gudinden bliver vred over, at Freja har samme navn, og binder nisserne og Freja fast. Guttenborg kommer på at tale til gudindens bløde punkt, kærlighed, og fortæller at Pyrus og Freja netop har erklæret deres kærlighed til hinanden. Gudinden kræver bevis på dette, så Pyrus og Freja synger en sang til hinanden. Gudinden bliver så rørt over sangen at hun sætter dem alle fri. Nisserne vil gerne møde Odin, Njord og Frej, men gudinde Freja kræver en ofring som betaling. Bertramsen og frk. Brahe taler om ofring til guderne, og ofrer et stykke wienerbrød til guderne, så nisserne får gudernes velsignelse. | “Cool Jul” og “Jeg Elsker Dig”                   | 25 min. |
| 7      | “Et tilnavn”        | Bertramsen og frk. Brahe har travlt i rigsarkivet, og frk. Brahe bliver mistænksom om Bertramsen nogensinde forlader rigsarkivet. Pyrus og Freja henter dokumenter i arkivet for Guttenborg. Nisserne og Freja snakker om deres yndlingsbøger, og håber at det måske kan hjælpe Freja med at huske mere om hende selv. Pyrus prøver at huske en trylleformula, og siger den højt ud i luften. Uden at han ved det bliver en person fra en bog tryllet frem ude i arkivet, men fordi bogen han kom fra ikke blev tryllet lille først, dukker personen op i normal menneskestørrelse. Frk. Brahe stiller ting på plads i arkivet og støder pludselig på den fremmed mand, som gør hende meget bange. Frk. Brahe gemmer sig, mens den fremmed går ud i kontoret til Bertramsen, som ikke opdager ham. Netop som den fremmed skal til at angribe Bertramsen, ringer til telefonen og han bliver distraheret. Frk. Brahe skynder sig ud i kontoret og fortæller om den fremmed til Bertramsen og sender Bertramsen derud. Den fremmed viser sig at være Kong Svend (John Hahn-Petersen), og han overrasker igen frk. Brahe, som bliver bange. Bertramsen har svært ved at tro på frk. Brahe, da den fremmed er pist væk. Guttenborg har set optrinnet og har skyndt sig at trylle Kong Svend ned i Nissebo. Kong Svend bliver yderst fornærmet, da Freja undrer sig over at han ikke har et tilnavn. Bertramsen trøster frk. Brahe og prøver at finde ud af hvordan han så ud, ud fra en tegning, som frk. Brahe har tegnet. Nisserne og Freja leger julelege og spiser risengrød med Kong Svend, som brokker sig over at han får grød i skægget. Freja kommer på at dele kongens lange skæg i to, og kommer derfor på tilnavnet Tveskæg. | “Læs og Lær” “Julen er Noget Som”                | 23 min. |
| 8      | “Kanonkongen”       | Bertramsen vågner op og fortsætter med at forsøge at finde ud af, hvilken person frk. Brahe så dagen før i arkivet. Han glemmer at skifte fra pyjamas, og møder en meget forundret frk. Brahe, som ikke tror på at han ikke har overnattet i arkivet. Bertramsen prøver at bortforklare sin pyjamas og tandbørste. Pyrus og Freja gør rent i Nissebo og hjælper Guttenborg med at sætte dokumenter på plads i arkivet med hjælp fra Guttenborgs katapult. Katapulter sætter sig fast og vil ikke affyre, så Pyrus klatre op i katapulten. Katapulten affyres pludselig med Pyrus i den og han bliver skudt afsted med dokumentet og lander på hylden. frk. Brahe tager tilfældigvis selvsamme dokument med Pyrus indeni og tager ham med ind i kontoret. frk. Brahe er stadig lidt rystet over gårsdagens forskrækkelse, og har taget et krucifiks med. Bertramsen fortæller at vikingerne holdt deres julefest om aftenen den 24. december og at historien om at kristne fejrer Jesusbarnets fødsel samme dag først kom langt senere og blev indført af kirkerne, som en måde at ændre fejringerne fra nordisk mytologi til kristendom. Guttenborg og Freja må finde på en måde at hjælpe Pyrus ud af kontoret, så Guttenborg tryller Freja stor og sender hende ind i kontoret. Hun giver sig ud for at være en fra læsesalen, som skal hente et dokument. Hun får udleveret dokumentet, som Pyrus skulle være i, men han er væk. Bertramsen går i arkivet efter flere dokumenter, mens Pyrus dukker op og bliver reddet ned i kassen Freja har med. Frk Brahe hilser på Freja og Freja skynder sig væk. Men nisserne hygger i Nissebo, laver Freja pludselig et krybbespil uden at hun ligger mærke til det. Men hun kan stadig ikke huske, hvor hun ved det fra. Pyrus opdager pludselig at han har mistet sin hue, som Bertramsen finder ude i kontoret. Frk Brahe hænger huen under det store maleri og kighul som nisserne har ind til kontoret.                                                                                                  | “Kartoteket” ”Når Man er Lille”                  | 23 min. |
| 9      | “Julehelg”          | Pyrus kan stadig ikke finde sin hue, men han og Guttenborg finder den omsider inde i kontoret, hvor den hænger under maleriet. De fisker den op og får den reddet. Frk Brahe har taget julepynt med, som de kan hænge ved siden af den lille nissehue, men så opdager de at nissehuen er væk. Freja er ked af at hun stadig ikke ved, hvem hun er, og Pyrus trøster hende med lakridskonfekt. Nisserne og Freja rejser ind i den første rigtige Danmarkshistorie fra 1157, hvor de møder forfatteren, Saxo Grammaticus (Erik Kjersgaard). Saxo fortæller historien om hvordan Valdemar den Store blev Danmarks første enevældige konge, mens Bertramsen fortæller samme historie til Frk Brahe. Pyrus bliver revet med af historien og bliver vild, men bliver skældt ud af Saxo for ikke at ære julehelgen, som er blevet påbudt af Ærkebiskop Absalon. Man må ikke stifte ufred og skabe postyr, som kan straffes hårdt. Pludselig dukker en person op, som er klædt ud som julebuk og driller dem alle. Det viser sig at være Valdemar den Store (Søren Spanning) som også er træt af ærkebiskoppens påbud om julehelg. Kongen keder sig i Vordingborg og ønsker at se hovedstaden, og Pyrus inviterer ham med tilbage til Nissebo. | ”Hvem er Jeg” ”Svend, Knud og Valdemar”          | 23 min. |
| 10     | “Dannebrog”         | Valdemar den Store er stadig på besøg i Nissebo og de fortæller ham om risengrød. Kongen smigrer Freja og finder på et flot digt om hende, hvilket irriterer Pyrus en smule, så han inviterer kongen med ud i arkivet. Frk Brahe har fra posten et brev med fra Kongehuset, som igen har husket julen og spørger efter rapporten, og Frk Brahe fortæller at julepynt er kommet op igen udenfor. Pyrus og kongen kigger på Frk Brahe, der hænger dannebrogsguirlander op, men kongen påstår at han aldrig har set det flag før. Guttenborg prøver at få Freja til at huske ved at nævne alle de ting han kender fra julen. Freja fortæller at hun om natten drømte om en dukke , som havde en rød kjole på med sløjfer, som mindede om hendes egen kjole. Kjolen Freja har på er hendes underkjole, og Guttenborg foreslår at de kigger på billeder af kjoler og måske kan Freja genkende den. Freja er endnu ikke begyndt at falme, hvilket igen undrer dem alle, hvorimod Valdemar den Store er begyndt at falme og må rejse hjem. Kongen glæder sig til at se søn, Knud, igen og han fortæller at konger skal vælges af rigsrådet, men Valdemar får ideen til at lade fremtidige konger bliver valgt efter arvefølge. Pyrus er fornærmet over Freja og kongens opførsel, men Freja driller Pyrus og kalder ham jaloux. Pyrus indser at han har været fjollet og han siger undskyld og Pyrus og Freja indser at de elsker hinanden. Guttenborg kommer løbende tilbage til Nissebo, da han opdager at Valdemar den Store har tabt sit segl ude i arkivet. Freja finder stedet i bogen, så Guttenborg kan trylle ham tilbage, men det viser sig at de tryller Valdemars søn, Valdemar Sejr (Søren Spanning), frem. Valdemar Sejr fortæller, hvordan hans far fortalte om korstoget, Guttenborg og den skønne jomfru, Freja. Pyrus bliver igen irriteret og smider et stort Dannebrogsflag ned over ham. Valdemar Sejr var midt i et krigsslag i Lyndanisse i Estland i 1219, og han ved at dette nye flag vil indgyde hans mænd nyt mod, så de kan vinde. | “Jul i Gamle Dage” “Jeg Elsker Dig” “Cool Jul”   | 24 min. |
| 11     | “Marsk Pyrus”       | Julen er ikke længere ukendt for verdenen, hvilket glæder nisserne og Freja. Pyrus har opført sig hemmelighedsfuldt hele morgenen og afslører nu at han har skrevet et digt til Freja. Guttenborg fortæller at de skal besøge Dronning Margrete 1, også kendt som Margrethe Sprænghest, så de rejser ind i en historie. Her møder de Margrethe 1. (Ghita Nørbye), som leder efter sin søn, den 10-årige konge, Erik Klipping (Nijas Ørnbak-Fjeldmose). Pyrus siger at de er legetøjsmagere. Dronningen fortæller at det er normalt at børn får såkaldte “presenter” til jul, og hun spørger hvilke gaver de har tænkt sig at finde til hendes søn. Pyrus foreslår kækt en computer. Bertramsen har modtaget et personligt brev fra dronningen, som glæder sig til at læse julerapporten. Samme dag modtager Bertramsen og Frk Brahe en splinterny og smart computer. Bertramsen er ikke begejstret og vil ikke have computeren i arkivet. Computeren vil, til Bertramsens fryd, ikke starte indtil Frk Brahe opdager at de har glemt at sætte stikket i kontakten. Hun får endelig gang i den og prøver at overtale Bertramsens om dens kunnen. Kongen Erik Klipping dukker nu op og fortæller at han har leget med Stig Andersen, og Guttenborg hvisker til Pyrus og Freja at denne Stig Andersen vil slå kongen ihjel 16 år senere. Erik er i dårligt humør, og vil hverken klæde om eller have aftensmad, men Pyrus får ham i godt humør igen. Under middagen får Erik en kugleramme som “present”, men han er langt fra tilfreds med. Pyrus leger efterfølgende med Erik og hans kugleramme og Erik siger at han vil gøre Pyrus til sin marsk (sin øverste herremand). Margrethe Sprænghest kommer ind og falder i kuglerne på gulvet, som de leger med og hun bliver meget vred. Nisserne og Freja skynder sig at rejse hjem. Mens Frk Brahe går i arkivet, går Bertramsen til computeren og sletter med vilje alt hendes arbejde. Han får dog dårlig samvittighed og skriver det ind igen efter arbejdstid.                                        | “Cool Jul” ”Giv Dig Tid”                         | 24 min. |
| 12     | "Cyber Space"       | Bertramsen faldt i søvn foran computeren, og bliver vækket af Frk Brahe. Bertramsen viser stolt frem sit arbejde han har lavet på computeren, og ønsker at købe nogle komponenter til computeren. Bertramsen ønsker sig nu en skanner til computeren til Frk Brahes store forundring. Pyrus skriver en meget lang ønskeseddel. Han ønsker sig allermest en computer som han kan læse tegneserier på. Guttenborg sender Pyrus og Freja ind efter materialer fra kontoret, hvor Pyrus opdager den nye computer. Pyrus og Freja sniger sig ind i kontoret og spiller Hugo på computeren, og Pyrus kommer på at trylle dem ind i computerspillet. Han fremsiger en trylleformular og Freja bliver tryllet ind i spillet, hvor hun bliver taget til fange af Afskylia. Pyrus tryller sig selv derind og sammen med Hugo forsøger Pyrus at redde Freja ud af Afskylias bur. Bertramsen og Frk Brahe opdager spillet og spiller spillet med Pyrus og Hugo. Bertramsen er ikke god til spillet og får Pyrus til at falde ned fra en bro. Guttenborg undrer sig over, hvor Pyrus og Freja bliver af. Pyrus formår at redde Freja fra Afskylias bur, men de er stadig fanget inde bag skærmen. Frk Brahe tror de er virusser og starter en virusdræber på computeren for at få dem væk. Freja og Pyrus bliver jagtet af virusdræberen, og for at redde dem, skynder Guttenborg sig ind i arkivet og distraherer Frk Brahe. Guttenborg får en kopi af computeren med Pyrus og Freja på en disk. Tilbage i Nissebo får Guttenborg dem tryllet tilbage igen. | “Læs og Lær” ”Julen er Noget Som”                | 23 min. |
| 13     | “Lussenatten”       | Guttenborg og Freja vækker Pyrus midt om natten, fordi det er lussenatten. Pyrus bliver sendt ind for at aflevere den diskette, han og Freja blev reddet ud fra dagen før. Bertramsen ligger og snorker i sin seng, men Pyrus sniger sig hen til hoveddøren og skubber disketten under døren. Bertramsen vågner og snakker i søvne, og trætte Pyrus får en idé. Guttenborg og Freja bliver utålmodige efter Pyrus og ser ud af kighullet i maleriet at han har lagt sig op i fodenden af Bertramsens seng. Guttenborg får en idé og puster melis efter Pyrus gennem et sugerør for at vække ham. Pyrus bliver vækket og sammen med Guttenborg og Freja rejser han tilbage i tiden, til 1397 på Vordingborg Slot, hvor Margrethe Den Første, Danmarks frue og husbond og rigets fuldmægtige formynder over Sverige og Norge, bor. Nisserne og Freja bliver mødt af en hofnar (Thomas Mørk), som tager Freja med hen til Dronningen. Imens begynder folk at stimle sammen og gør klar til bal. Pludselig kommer et Lucia-optog gående ind med Freja som Lucia-brud. Freja fortæller at hun pludselig bare kendte teksten til sangen. Nisserne og Freja bliver budt op til kædedans til ballet. Guttenborg opdager at han har mistet sin tryllebog. I rigsarkivet overrasker Frk Brahe Bertramsen, da hun kommer ind med en krans med lys i, mens hun synger Sankt Lucia-sangen. Frk Brahe finder Guttenborgs tryllebog ude i arkivet og begynder at fremsige nogle trylleformularer. Til ballet er der en magiker, og Pyrus prøver at imponere ved at fremsige en trylleformular. Hofnarren bliver pludselig tryllet ind i kontoret hos Frk Brahe. Pyrus forsøger at trylle narren tilbage, hvilket til sidst lykkedes til stor forundring for Frk Brahe. Frk Brahe forsøger at overbevise Bertramsen om den ukendte mand, som hun troede var buddet fra læsesalen. Det rigtig bud banker på kort efter og en rigtig punker dukker op (Dennis Knudsen). | “Tjing Tjang Tjing”                              | 24 min. |
| 14     | "Nikolaus"          | Frk Brahe overrasker Bertramsen, der leger med Sankta Lucia-kransen fra dagen før. Han har et hemmeligt ærinde, og mens han er væk, kigger Frk Brahe i hans skabe og skuffer. Freja tilbyder Guttenborg og Pyrus at bage, men de mangler ingredienser, så Guttenborg går efter dem. Pyrus får besked på at sætte flere dokumenter på plads med hjælp fra katapulten, men uden at han ved det, rammer han Frk Brahe, der går rundt i arkivet. Pyrus og Freja skynder sig at gemme sig. Bertramsen er tilbage fra sit ærinde og har købt blomster til Frk Brahe som tak for hendes hjælp og de hygger med hjemmebag som Frk Brahe har bagt. De bliver desuden enige om at blive dus og kalde hinanden ved fornavn. Freja bager julesmåkager, og hun bliver hjemme for at bage mere, mens Guttenborg og Pyrus tager afsted for dagen. De rejser tilbage til Christian 1.s tid (Steen Springborg), hvor Pyrus tror han er julemanden på grund af hans udklædning som Sankt Nikolaus. Kongen er ikke så god til at være klædt ud som Skt. Nikolaus, så Pyrus prøver at lære ham alt om julemanden. Pyrus lærer at børn plejede at stille skibe i vinduerne, da Nikolaus også var sømændenes beskytter. Kongen bliver bange, da han har glemt julegodter til børnene, og Pyrus giver ham nogle af Frejas julekager. Bertramsen er sliksulten efter Josefines julebag og forsøger at finde frem til dem ude i arkivet, men Josefine afslører ham. Kongens optræden som Sankt Nikolaus er en succes, men han bliver oprørt da han får at vide at han skal give en orden til en tysk gesandt, men de har ikke flere ordner på lager. Pyrus hjælper ham med at finde på en ny orden med hjælp fra Frejas julekager; Elefantordenen. Tilbage i Nissebo finder Guttenborg og Pyrus Freja besvimet. | “Julen er Noget Som” “Svend, Knud og Valdemar”   | 25 min. |
| 15     | "Julemaj"           | Freja har det bedre, men føler sig stadig en smule sløj efter gårsdagen. Guttenborg tror at hun muligvis blev dårlig fordi hun ikke tog med ind i bøgerne med Pyrus og Guttenborg, fordi hun nok får sin styrke derfra. Nisserne og Freja tager til Sønderborg på øen Als, hvor Christian 2. (Ole Ernst) sidder i fængsel påbudt af Frederik 1. Han laver med vilje larm med hjælp fra sin rumlepotte for at irritere sine fangetagere. Han fortæller at han også laver julemaj eller julepynt for at pynte op i sin celle. Bertramsen overrasker Josefine med at være udklædt som Sankt Nikolaus. Bertramsen får hold i ryggen, da han rækker efter noget ude i arkivet, og Josefine prøver ar hjælpe ham med massage. Nisserne og Freja inviterer kongen med hjem til Nissebo, hvor de hører Bertramsen skrige af smerte. Christian 2. har en idé til at hjælpe, og sammen med nisserne får de skudt en seddel ind i kontoret til Josefine med en recept på pleje til Bertramsen. Josefine får en idé om at det er nisserne, så hun stiller en skål risengrød ud i arkivet. | “Jul i Gamle Dage” ”Når Man er Lille” “Cool Jul” | 24 min. |
| 16     | "Stella Nova"       | Freja spiser grønlangkål til morgenmad og er endelig blevet frisk igen. Guttenborg mangler blæk, men Pyrus vil hellere hænge julepynt op, så Freja tilbyder at hente det. Josefine vil prøve at få Bertramsen i form, men Bertramsen nægter, da det er Rigsarkivets store rengøringsdag den 16. december. Josefine får Bertramsen klædt ud i træningstøj og sammen går de i gang med at støve af i arkivet og kontoret. Støvet når også ned til Nissebo, hvor Pyrus bliver væltet omkuld af støvet. Freja ser Josefine og Bertramsen træne og bliver inspireret til at lave konditræning med Pyrus og Guttenborg. Bagefter rejser nisserne og Freja til Stjerneborg på øen Hven i 1584, hvor astronomen Tycho Brahe (Nis Bank-Mikkelsen) bor. Tycho Brahe står og kigger på stjernehimlen, hvor han netop har opdaget en komet, som Brahe vælger at opkalde efter Freja. Tycho Brahe er meget klodset og vælter og taber ofte sine ting, og Guttenborg fortæller at man ofte siger at en person har en Tycho Brahe-dag, hvis de har en meget klodset dag, hvor alt går galt. Pyrus lærer, hvordan man bruger en sekstant, og Pyrus bliver nysgerrig og spørger hvorfor Brahe har et stykke metal sat fast på næsen. Han forklarer at han i en sværdduel fik hugget lidt af sin næse af og måtte sætte pladen på næsen. Freja får en idé til at pudse metalstykket og hende og Pyrus tager tilbage til Rigsarkivet, hvor de får fat i af Bertramsens pudsecreme, og pudser Tycho Brahes næseplade. Tycho Brahe fortæller om Stella Nova, julestjernen, som lyste den nat i Bethlehem. Bertramsen tror at frk. Brahe er i familie med Tyge Brahe, men hun fortæller at det var hendes mor, der valgte at tage navnet Brahe efter sin skilsmisse i stedet for sit pigenavn Johansen, fordi hun var så uheldig hele tiden. | "I Form"                                         | 25 min. |
| 17     | "Øje for et øje"    | Pyrus kan ikke finde Freja om morgenen, og han og Guttenborg tror at hun er falmet væk. Guttenborg prøver at trøste Pyrus. Pludselig dukker Freja op, og fortæller at hun bare gik en tur i arkivet. Guttenborg beslutter at invitere Christian 4. (Jens Okking) til morgenmad, men kongen er midt i søslag mod svenskerne ved Fehmern, (hvor kongen ender med at miste sit ene øje) så han rejser tilbage i historien igen. Nisserne og Freja vil dog stadig gerne snakker med kongen, så Pyrus får lov til at trylle ham tilbage igen, hvor han denne gang har mistet sit øje. Kongen siger at risengrød anses for at være bondemad og fortæller at de dog kalder det ris a la mande, hvori, der er en mandel. Den, der får mandlen er konge for en aften. Kongen synes desuden Rigsarkivets bygning ligner noget, han har bygget selv, hvilket viser sig at være selv samme bygning, som han byggede i sin tid. Han bliver interesseret i at se, hvordan hans andre bygninger som Rosenborg Slot og Rundetårn ser ud i dag, og insisterer på at ville ud og inspicere København. Kongen begiver sig ud i arkivet, mens Pyrus følger efter og prøver at stoppe ham, og da kongen ser Josefine i normal menneskestørrelse, skynder han sig tilbage til Nissebo. Josefine møder på arbejde og ser Bertramsen ligge og sove i sin seng i kontoret. Hun skynder sig ud igen og banker på, så Bertramsen kan nå at vågne op og rydde væk. Hun driller Bertramsen og spørger indtil, hvor præcist det er han bor henne, og han indrømmer til sidst at han har boet i arkivet i 35 år. Han fortæller videre at han var gift, men blev skilt og så flyttede ind i arkivet, som han efterfølgende sjældent forlod. Josefine beslutter at Bertramsen skal til middag hos hende om aftenen. | "Jeg Elsker Dig" "Tjing Tjang Tjing"             | 26 min. |
| 18     | "Model og medister" | Guttenborg er stresset fordi Kong Christian 4. (Jens Okking) kommer på besøg og ønsker at se sine bygninger, og Guttenborg frygter at skulle trylle ham stor og lade ham gå rundt i gaderne blandt normale mennesker. Freja får en idé om at bygge alle hans bygninger som små modeller som i et dukketeater og i stedet trylle ham lille uden hans vidende og vise ham rundt sådan. Pyrus og Freja viser ham efterfølgende rundt i de små modeller, mens Guttenburg hjælper med at skifte kulisser uden kongens vidende. Christian 4. ser ud til at være glad for rundvisningen, selvom han er ikke glad for, hvordan hans bygninger ser ud, bl.a. Rundetårn, som fik fjernet alle sine trapper pga. en russisk zar. Kongen siger tak for rundvisningen, og fortæller inden han trylles tilbage ind i sin bog at han godt vidste at det var noget lignende et dukketeater han blev vist rundt i af Pyrus og Freja, men han var fortsat tilfreds. Bertramsen og Josefine havde en hyggelig aften aftenen før og aftaler at spise medister sammen til aftensmad. De giver sig til at klippe julepynt. | "Giv dig tid" "Jul i Gamle Dage"                 | 23 min. |
| 19     | “Julestuen”         | Josefine bliver vældig overrasket, da hun møder ind på arbejdet og ser at Bertramsen har dækket op til et hyggeligt morgenbord og ligeledes har købt boller og klejner. Josefine sætter nogle af klejnerne ud i arkivet til nisserne, hvor Pyrus finder den og bringer den tilbage til Nissebo. Guttenborg bliver dog meget skeptisk, da han frygter at det betyder at menneskene ved at nisserne findes. Nisserne hygger i Nissebo og snakker om, hvordan man hygger, og at det ikke betyder at hygge kun kan gøres flere sammen. Guttenborg finder frem til Ludvig Holberg (Henning Jensen), mens Bertramsen også finder forfatterens komedie Julestuen frem til Josefine. Bertramsen fortæller bagefter at han har købt en mikrobølgeovn, så han kan gengælde Josefines gæstfrihed om middag. Han giver sig i kast med at lave kylling med kartofler, men det går ikke så let. Nisserne og Freja rejser ind i en samling af Holbergs værker, hvor de møder Holberg netop som han er i gang med at skrive stykket Den politiske kandestøber. Nisserne og Freja hilser på Holberg og hjælper ham med at finde på et navn til stykket, og giver ham samtidig ideen til Julestuen. De snakker om halmbukken og Lucia-optogene fra Sverige og de indendørs julekranse og juletræer fra Tyskland. Josefine ankommer til middag hos Bertramsen i arkivet og ser ham stå under en mistelten. Bertramsen synes Josefine er vældig sød, men hun fortæller at hun ser ham mere som en reservefar, fordi hun altid har ønsket sig en efter at være vokset op uden en far. | “Hygge” og “Julen er noget som”                  | 24 min. |
| 20     | “Eventyr”           | Freja er i dårligt humør og ked af det over at hun stadig ikke ved, hvem hun er. For at muntre hende op, vælger Guttenborg at tage Pyrus og Freja med ind i Georg Carstensens Forlystelseshave, også kendt som Tivoli. Her møder de den danske forfatter, H.C. Andersen (Peter Larsen), der ynder at gå ture i haven og blive inspireret til at skrive sine eventyr. Freja fryser og låner Andersens frakke, og han tænder nogle svovlstikker for at holde varmen. Han bliver pludselig stille og digter historien om Den lille Pige med Svovlstikkerne, som han viser dem i en teaterforestilling. Pyrus bliver meget berørt af historien og græder. Bertramsen vil pille mistelten ned, men Josefine stopper ham og spørger ind til hans kærlighedsliv. Bertramsen fortæller, at han mistede sin kone, fordi han var så fortabt i sit arbejde og at han engang glemte at komme hjem fra arbejde, og endda på juleaften. Bertramsen læser også eventyret, hvor juletræet bliver nævnt for første gang. H.C. Andersen fortæller at han så et juletræ for første gang i Tyskland i omkring 1810. Pyrus synes det er synd for juletræerne at de bliver fældet og sat ind i folks stuer, og H.C. Andersen får ideén til eventyret om Grantræet. Bertramsen har skrevet en ekstra rapport, som Josefine skal aflevere til dronningen. | “Hvem er Jeg”                                    | 26 min. |
| 21     | “Åh Louise”         | Bertramsen har gang i snedkeriet, men kommer til at skære sig i fingeren, og hamre sig over en anden. Han viser sig at have bygget en fod til et lille juletræ, som han overrasker Josefine med. De giver sig til at pynte det, mens de varmer gløgg i mikroovnen. Josefine synes dog der mangler noget på træet, men kan ikke komme i tanker om hvad. Freja har det ikke så godt og Guttenborg undersøger hende, men opdager til sin gru at hun ser ud til at falme. Pyrus fortæller om Josefine og Bertramsens juletræ, og undrer sig over at Freja vidste at man pynter juletræet. Pyrus forslår at de rejser ind i bøgerne igen for at styrke Frejas kræfter, men Guttenborg frygter nu at det er al rejsen ind i bøgerne, der gør Freja svag. Guttenborg foreslår at de i stedet får historierne til at komme til dem, og de slæber en stor bog frem. De tror at de tryller Frederik 7. frem, men i stedet dukker hans kone, Louise Rasmussen eller Grevinde Danner frem. Hun har set sin mand forsvinde fra sin plads i teatret flere gange og forlangte nu at de skiftede plads. Guttenborg prøver igen at trylle kongen frem, som dukker sovende op til stor irritation til hans kone. Grevinden kraver svar på, hvem nisserne og Freja er, og bliver sur, da ingen kan svare på, hvem Freja er. Pyrus forklarer Frejas historie og grevinden fortæller at hun har planer om at lave et hjem for ulykkesramte kvinder. De synger julesalmer og går rundt om juletræet. | “Hygge”                                          | 23 min. |
| 22     | “Takt og tone”      | Freja går i søvne og Guttenborg og Pyrus følger efter hende. De mister færden af hende inde i arkivet, mens Freja går ind i kontoret, hvor Bertramsen ligger og sover. Freja taler til Bertramsen, som vågner og ser hende. Hun fortæller, at hun hedder Xenobia og at hun er julens gudinde, men pludselig er hun væk. Han fortæller det til Josefine, og de bliver enige om at det bare var en drøm. Bertramsen modtager brev fra Kongehuset, som ønsker at Bertramsen skal til audiens hos dronningen, men Bertramsen bliver i tvivl om, hvordan han skal opføre sig. Josefine foreslår at læse, hvad Emma Gad har at sige. Josefine lader som om at hun er Dronning Margrethe, mens Bertramsen øver sig i, hvad han skal sige og gøre. Pyrus og Guttenborg hjælper Freja i seng. Pyrus og Guttenborg rejser bagefter ind og besøger Emma Gad (Birthe Neumann), hvor Pyrus’ opførsel ikke ligefrem imponerer. Guttenborg prøver at hjælpe Pyrus med at forstå Gads regler om høflig og ordentlig opførsel går ud på, men det går ikke så let. | “Hvem er Jeg”. ”Hygge”                           | 26 min. |
| 23     | "Model Pyrus"       | Josefine og Bertramsen er vældig nervøse, da Bertramsen skal op og møde dronningen. Pyrus og Guttenborg bliver sure over at Josefine og Bertramsen tror de selv har fået styr på julen, men Josefine sætter nu godter ud i arkivet og takker nisserne, som hun mistænker bor derude. Freja er fortsat sløj, og bliver hjemme, mens hun famler endnu mere. Pyrus og Guttenborg beslutter sig for at rejse tilbage i historien hver for sig, og Pyrus bliver sendt til 1947, hvor han møder tegneren Fredrik Bramming (Niels Olsen). Bramming bliver glad for at se Pyrus, da han har ønsket sig at se en virkelig nisse. Bramming er en smule farveblind, så han får hjælp af sin datter til at farvelægge. Pyrus kravler rundt på Brammings reoler, og Bramming får idéen til at lave kravlenisser, og beder Pyrus om at stå model. Tilbage i arkivet dukker der pludselig kravlenisser op, og Bertramsen kommer hjem fra sit besøg hos dronningen. Bertramsen fortæller at han har en datter et sted, som han håber ville stolt af ham. Han finder et halv iturevet billede af den lille datter, og Josefine finder nu et halvt iturevet billede af sin far, og de to billeder viser sig at passe sammen. De indser at de er far og datter. Pyrus og Guttenborg vender tilbage til Nissebo, hvor Guttenborg medbringer kalenderlys og lågekalender. Freja er meget dårlig og famler mere og mere indtil hun pludselig famler helt væk. | “Jul I Gamle Dage” “Cool Jul”                    | 24 min. |
| 24     | “Glædelig…?”        | Guttenborg kan ikke finde Pyrus om morgenen, men han har bare lagt til at sove i Frejas seng. Pyrus er ked af det over at Freja er falmet væk, og han er ligeglad med at det er juleaften og at der er frisklavet risengrød. Josefine vækker Bertramsen og fortæller at hun har tjekket i folkeregisteret at de faktisk er far og datter. Hun fortæller også at hendes mor aldrig var gift med en Birger Bertramsen, men derimod en Bertram Birkeballe, og han indrømmer at han skiftede navn fordi han var pinlig over at han forlod hende. Pyrus er ked af at han tryllede med Julen i Danmark, og fik Freja frem, og han får en idé om at prøve igen, og inden Guttenborg kan stoppe ham, fremsiger han en trylleformular. Hele arkivet skælver og buldrer og alt falder omkring. Bertramsen og Josefine mærker skælvene og ser pludselig at alt julepynten forsvinder og at alt om julen i bøgerne er væk. Der ringes fra Kongehuset om, hvorfor Bertramsen har sendt dem en hel mappe med blanke papirer. Guttenborg er vred på Pyrus over hans gerning, og om alle de mennesker, der nu ikke kan samles i julens ånd. Det får Pyrus til at tænke på dengang Freja gik i søvne, og fortalte Bertramsen at hun var julens ånd. Pyrus tror nu at Freja var julens ånd, selvom Guttenborg ikke tror at en sådan ånd eksisterer, fordi det ikke står skrevet nogen steder. Pyrus foreslår at de selv skriver om det, og de går i gang. Josefine og Bertramsen kommer i tanker om samme drøm, og de går ud i arkivet for at finde litteratur om hende, og de finder de tekster som Pyrus har skrevet. Guttenborg og Pyrus prøver nu at trylle Freja frem fra en af teksterne, men uden held. Men pludselig trylles Freja frem og hun kalder sig for Xenobia og fortæller at hun er julens gudinde. De er alle glade for at se hinanden, og med hjælp fra Frejas magi kommer julen tilbage på plads. Der kommer gave fra Amalienborg og det viser sig at være et ridderkors til Bertramsen for hans arbejde med julerapporten.                            | “Jul i Gamle Dage” “Julen er Noget Som”          | 25 min. |